# Tennessee Valley Authority
A Tennessee Valley Authority (TVA) é uma empresa de serviços públicos de energia elétrica de propriedade federal do governo dos Estados Unidos. A área de serviço da TVA cobre todo o Tennessee, partes do Alabama, Mississippi e Kentucky, e pequenas áreas da Geórgia, Carolina do Norte e Virgínia. Embora seja de propriedade do governo federal, a TVA não recebe financiamento do contribuinte e opera de forma semelhante a uma empresa privada com fins lucrativos. Ela está sediada em Knoxville, Tennessee, e é a sexta maior fornecedora de energia e a maior empresa de serviços públicos do país.
A TVA foi criada pelo Congresso em 1933 como parte do New Deal do presidente Franklin D. Roosevelt. Seu propósito inicial era fornecer navegação, controle de enchentes, geração de eletricidade, fabricação de fertilizantes, planejamento regional e desenvolvimento econômico para o Vale do Tennessee, uma região que sofreu com a falta de infraestrutura e pobreza ainda mais extensa durante a Grande Depressão do que outras regiões do país. A TVA foi concebida como uma fornecedora de energia e uma agência regional de desenvolvimento econômico que trabalharia para ajudar a modernizar a economia e a sociedade da região. Mais tarde, evoluiu principalmente para uma concessionária de energia elétrica. Foi a primeira grande agência de planejamento regional do governo federal dos EUA e continua sendo a maior.

## Histórico
No final do século XIX, o Corpo de Engenheiros do Exército Americano reconheceu pela primeira vez uma série de potenciais locais de barragens ao longo do rio Tennessee para geração de eletricidade e melhorias na navegação.  A Lei de Defesa Nacional de 1916, sancionada pelo presidente Woodrow Wilson, autorizou a construção de uma barragem hidrelétrica no rio Tennessee em Muscle Shoals, Alabama, com o propósito de produzir nitratos para munição. Durante as décadas de 1920 e 1930, os americanos começaram a apoiar a ideia de propriedade pública de serviços públicos, particularmente instalações de energia hidrelétrica. Muitos acreditavam que as empresas de energia de propriedade privada estavam cobrando muito pela energia, não empregavam práticas operacionais justas e estavam sujeitas a abusos por seus proprietários, empresas holding de serviços públicos, às custas dos consumidores. O conceito de instalações de geração de propriedade do governo vendendo para concessionárias de distribuição de propriedade pública era controverso e continua assim até hoje. A prática do setor privado de formar empresas holding de serviços públicos resultou no controle de 94% da geração em 1921, e elas eram essencialmente desregulamentadas. Num esforço para mudar esta situação, o Congresso e Roosevelt promulgaram a Lei das Empresas Holding de Serviços Públicos de 1935 (PUHCA).
Durante sua campanha presidencial de 1932, Franklin D. Roosevelt expressou sua crença de que as empresas privadas de serviços públicos tinham "propósitos egoístas" e disse: "O governo federal nunca abrirá mão de sua soberania ou do controle de seus recursos de energia enquanto eu for presidente dos Estados Unidos".
O senador americano George W. Norris, de Nebraska, também desconfiava de empresas privadas de serviços públicos e, em 1920, bloqueou uma proposta do industrial Henry Ford para construir uma barragem privada e criar uma empresa de serviços públicos para modernizar o Vale do Tennessee. Em 1930, Norris patrocinou o Projeto de Lei Muscle Shoals, que teria construído uma barragem federal no vale, mas foi vetado pelo presidente Herbert Hoover, que o considerava socialista.
A ideia por trás do projeto Muscle Shoals tornou-se parte essencial do programa New Deal do presidente Franklin D. Roosevelt, que criou a Tennessee Valley Authority.
Mesmo para os padrões da Grande Depressão, o Vale do Tennessee estava em apuros econômicos em 1933. Trinta por cento da população era afetada pela malária. A renda média nas áreas rurais era de US$ 639 por ano (equivalente a US$ 11.947 em 2024), com algumas famílias sobrevivendo com apenas US$ 100 por ano (equivalente a US$ 1.870 em 2023).
Grande parte da terra tinha sido esgotada por práticas agrícolas precárias, e o solo estava erodido e esgotado. Os rendimentos das colheitas tinham caído, reduzindo os rendimentos agrícolas. A melhor madeira tinha sido cortada, e 10% das florestas eram perdidas em incêndios todos os anos.

### Fundação e história inicial
O presidente Franklin Delano Roosevelt assinou o Tennessee Valley Authority Act, criando a TVA. A agência foi inicialmente encarregada de modernizar a região, usando especialistas e eletricidade para combater problemas humanos e econômicos. A TVA desenvolveu fertilizantes e ensinou aos agricultores maneiras de melhorar a produtividade das colheitas. Além disso, ajudou a replantar florestas, controlar incêndios florestais e melhorar habitats para peixes e vida selvagem.
A Autoridade contratou muitos dos desempregados da área para uma variedade de empregos: eles conduziam programas de conservação, desenvolvimento econômico e sociais. Por exemplo, um serviço de biblioteca foi instituído para esta área. A equipe profissional na sede era geralmente composta por especialistas de fora da região. Em 1934, a TVA empregava mais de 9.000 pessoas. Os trabalhadores eram classificados pelas linhas raciais e de gênero usuais da região, o que limitava as oportunidades para minorias e mulheres. A TVA contratou alguns afro-americanos, geralmente restritos a zeladoria ou outros cargos de baixo nível. A TVA reconheceu sindicatos; seus funcionários qualificados e semiqualificados de colarinho azul eram sindicalizados, um avanço em uma área conhecida por corporações hostis aos sindicatos de mineiros e trabalhadores têxteis. As mulheres eram excluídas do trabalho de construção.

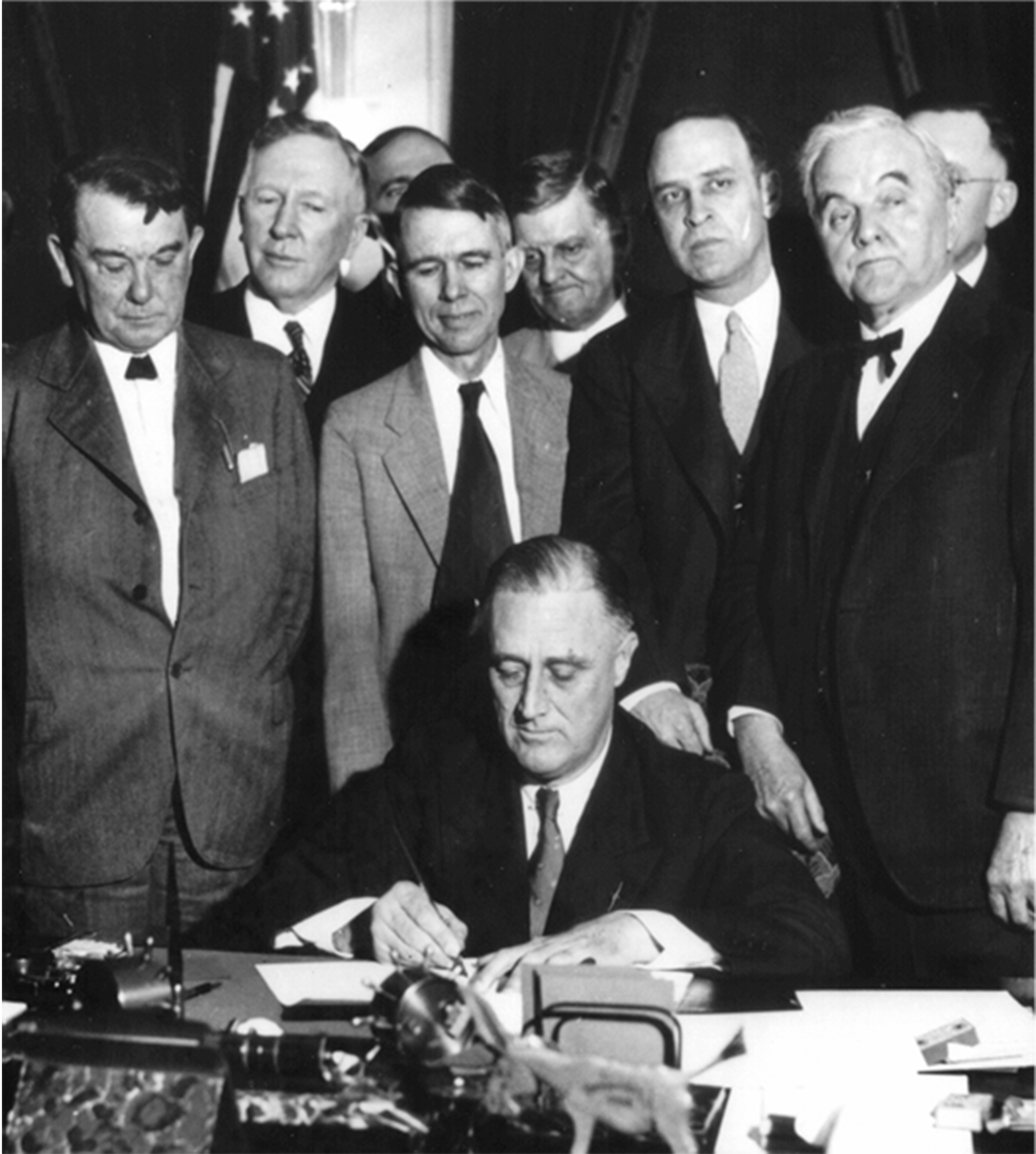
Presidente Franklin D. Roosevelt assinando o TVA Act

Muitos proprietários de terras locais desconfiavam das agências governamentais, mas a TVA introduziu com sucesso novos métodos agrícolas em comunidades agrícolas tradicionais, misturando-se e encontrando campeões locais. Os fazendeiros do Tennessee frequentemente rejeitavam os conselhos dos funcionários da TVA, então os funcionários tinham que encontrar líderes nas comunidades e convencê-los de que a rotação de culturas e a aplicação criteriosa de fertilizantes poderiam restaurar a fertilidade do solo. Depois de convencerem os líderes, o resto os seguiu.
A TVA imediatamente embarcou na construção de várias barragens hidrelétricas, com a primeira, a Represa Norris no leste do Tennessee, começando a ser construída em 1º de outubro de 1933. Essas instalações, projetadas com a intenção de também controlar enchentes, melhoraram muito a vida de fazendeiros e moradores rurais, tornando suas vidas mais fáceis e as fazendas no Vale do Tennessee mais produtivas. Elas também forneceram novas oportunidades de emprego para as regiões pobres do Vale. Ao mesmo tempo, no entanto, elas exigiram o deslocamento de mais de 125.000 moradores do vale ou cerca de 15.000 famílias, bem como alguns cemitérios e pequenas cidades, o que fez com que alguns se opusessem aos projetos, especialmente em áreas rurais. Os projetos também inundaram vários sítios arqueológicos nativos americanos, e sepulturas foram enterradas novamente em novos locais, junto com novas lápides.
A eletricidade disponível atraiu novas indústrias para a região, incluindo fábricas têxteis, fornecendo empregos desesperadamente necessários, muitos dos quais foram preenchidos por mulheres. Algumas regiões do Vale do Tennessee não receberam eletricidade até o final da década de 1940 e início da década de 1950, no entanto. A TVA foi uma das primeiras agências hidrelétricas federais e foi rapidamente aclamada como um sucesso. Embora a maioria dos principais sistemas hidrelétricos do país sejam administrados federalmente hoje, outras tentativas de criar agências corporativas regionais semelhantes falharam. A mais notável foi a proposta da Columbia Valley Authority para o Rio Columbia no noroeste do Pacífico, que foi modelada a partir da TVA, mas não obteve aprovação.

### Segunda Guerra Mundial
Para fornecer energia para indústrias essenciais durante a Segunda Guerra Mundial, a TVA se envolveu em um dos maiores programas de construção de energia hidrelétrica já realizados nos EUA. Isso foi especialmente importante para a indústria de alumínio de uso intensivo de energia, que era usada em aviões e munições. No início de 1942, quando o esforço atingiu seu pico, 12 usinas hidrelétricas e uma usina a vapor a carvão estavam em construção ao mesmo tempo, e o emprego em projeto e construção atingiu um total de 28.000. Em seus primeiros onze anos, a TVA construiu um total de 16 represas hidrelétricas. Durante a guerra, a agência também forneceu 60% do fósforo elementar usado em munições, produziu mapas de aproximadamente 1.300.000 km² de território estrangeiro usando reconhecimento aéreo e forneceu moradias móveis para trabalhadores de guerra.
O maior projeto deste período foi a Barragem Fontana. Após negociações lideradas pelo então vice-presidente Harry Truman, a TVA comprou a terra da Nantahala Power and Light, uma subsidiária integral da Alcoa, e construiu a Represa Fontana. Também em 1942, a primeira usina a carvão da TVA, a Watts Bar Steam Plant de 267 megawatts, começou a operar. O governo pretendia originalmente que a eletricidade gerada em Fontana fosse usada pelas fábricas da Alcoa para o esforço de guerra. No entanto, a abundância de energia da TVA foi um dos principais fatores na decisão do Exército dos EUA de localizar instalações de enriquecimento de urânio em Oak Ridge, Tennessee, para as primeiras bombas atômicas do mundo. Isso foi parte de um esforço com o codinome Projeto Manhattan.

### Aumento da demanda de energia
No final da Segunda Guerra Mundial, a TVA havia concluído um canal de navegação de 1.050 km no rio Tennessee e se tornou o maior fornecedor de eletricidade do país. Mesmo assim, a demanda por eletricidade estava superando a capacidade da TVA de produzir energia a partir de represas hidrelétricas, e então a TVA começou a construir usinas adicionais a carvão. A interferência política impediu a TVA de garantir verbas federais adicionais para isso, então ela buscou autoridade para emitir títulos. Várias usinas a carvão da TVA, incluindo Johnsonville, Widows Creek, Shawnee, Kingston, Gallatin e John Sevier, começaram a operar na década de 1950. Em 1955, o carvão ultrapassou a hidreletricidade como a principal fonte de geração da TVA. Em 6 de agosto de 1959, o presidente Dwight D. Eisenhower sancionou uma emenda à lei da TVA, tornando a agência autofinanciável. Durante a década de 1950, a capacidade de geração da TVA quase quadruplicou.
A década de 1960 foi um ano de crescimento econômico sem precedentes no Vale do Tennessee. O crescimento da capacidade durante esse período desacelerou, mas acabou aumentando 56% entre 1960 e 1970. Para lidar com um aumento futuro projetado no consumo elétrico, a TVA começou a construir linhas de transmissão de 500 quilovolts (kV), a primeira das quais foi colocada em serviço em 15 de maio de 1965. As taxas de eletricidade estavam entre as mais baixas do país durante esse período e permaneceram baixas à medida que a TVA colocava unidades geradoras maiores e mais eficientes em serviço. As usinas concluídas durante esse período incluíram Paradise, Bull Run e Nickajack Dam. Esperando que as necessidades de energia elétrica do Vale continuassem a crescer, a TVA começou a construir usinas nucleares em 1966 como uma nova fonte de energia. No ano seguinte, a TVA começou a trabalhar na construção da Represa Tellico, que havia sido inicialmente concebida na década de 1930 e mais tarde se tornaria seu projeto mais controverso.

### Problemas financeiros, Barragem de Tellico e reestruturação

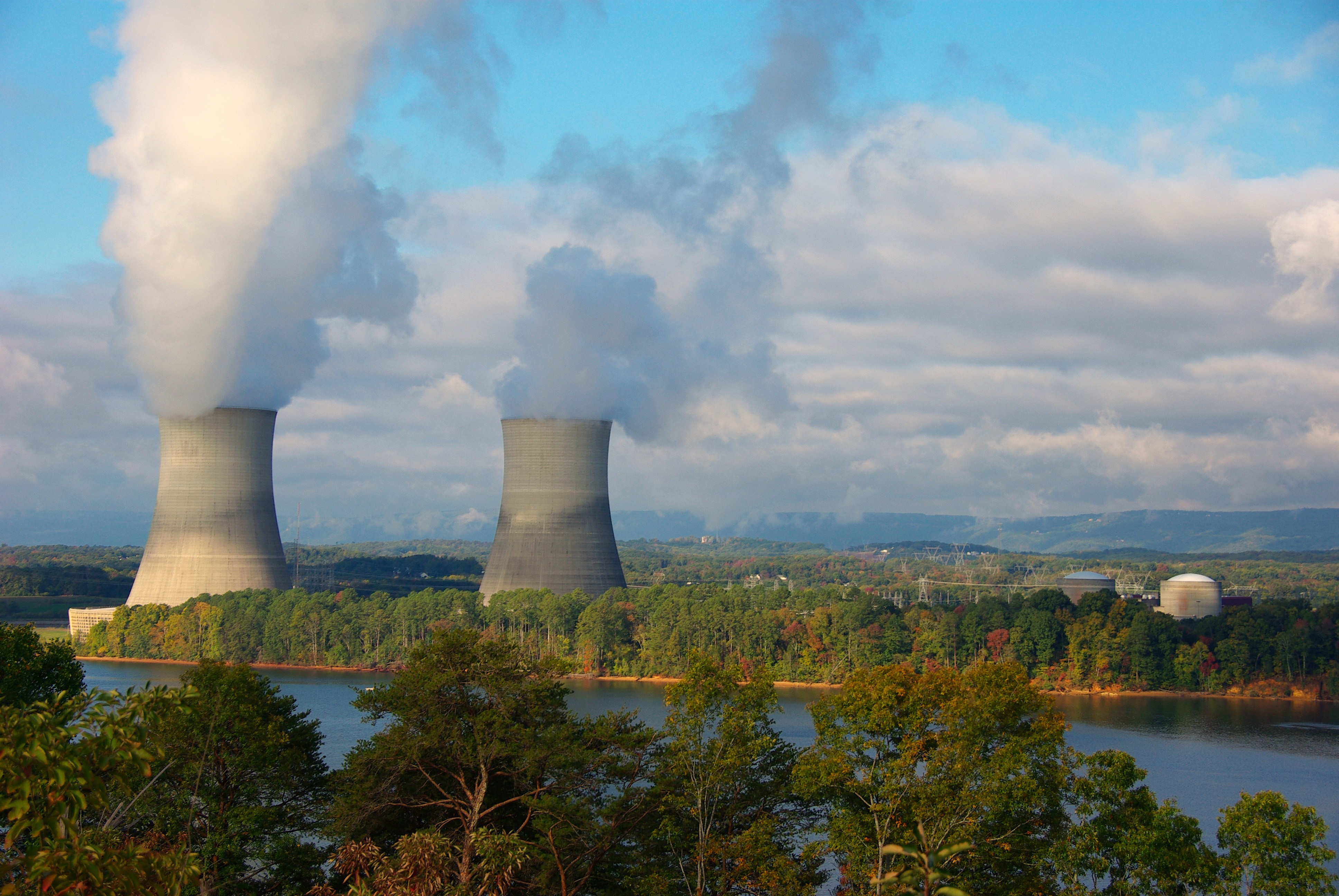
Usina Nuclear Sequoyah, em Chattanooga, Tennessee

Durante a década de 1970, mudanças significativas ocorreram na economia do Vale do Tennessee e da nação, motivadas por crises de energia em 1973 e 1979 e acelerando os custos de combustível ao longo da década. O custo médio da eletricidade no Vale do Tennessee aumentou cinco vezes do início da década de 1970 ao início da década de 1980. O primeiro reator nuclear da TVA, Browns Ferry Unit 1, começou a operar comercialmente em 1º de agosto de 1974. Entre 1970 e 1974, a TVA decidiu construir um total de 17 reatores nucleares, devido a uma projeção de aumento rápido na demanda de energia. No entanto, na década de 1980, tornou-se cada vez mais evidente que a agência havia superestimado amplamente as necessidades futuras de energia do Vale, e os rápidos aumentos nos custos de construção e novas regulamentações após o acidente de Three Mile Island representaram obstáculos adicionais a esse empreendimento. Em 1981, o conselho votou para adiar a usina de Phipps Bend, bem como para desacelerar a construção de todos os outros projetos. As usinas de Hartsville e Yellow Creek foram canceladas em 1984 e Bellefonte em 1988. Citando preocupações de segurança, todos os cinco reatores nucleares operacionais da TVA foram desligados indefinidamente em 1985.
A construção da Represa Tellico levantou preocupações políticas e ambientais, pois as leis mudaram desde o desenvolvimento inicial no vale. Cientistas e outros pesquisadores ficaram mais conscientes dos enormes efeitos ambientais das represas e novos lagos, e preocupados com a preservação de habitats e espécies. O projeto da Represa Tellico foi inicialmente adiado devido à preocupação com o snail darter, um pequeno peixe com nadadeiras raiadas que foi descoberto no Rio Little Tennessee em 1973 e listado como uma espécie em extinção dois anos depois. Uma ação judicial foi movida sob a Lei de Espécies Ameaçadas e a Suprema Corte dos EUA decidiu a favor da proteção do snail darter em Tennessee Valley Authority v. Hill em 1978. O principal motivo do projeto era apoiar o desenvolvimento recreativo e turístico, ao contrário das represas anteriores construídas pela TVA. A terra adquirida por domínio eminente para a Represa Tellico e seu reservatório que encontrou inundação mínima foi vendida a incorporadores privados para a construção da atual Tellico Village, uma comunidade de aposentadoria planejada.
As crises de inflação da década de 1970 e início da década de 1980, combinadas com o cancelamento de várias das usinas nucleares planejadas, colocaram a agência em sérios problemas financeiros. Em um esforço para reestruturar e melhorar a eficiência e a estabilidade financeira, a TVA começou a mudar para um ambiente mais corporativo no final da década de 1980. Marvin Travis Runyon, um ex-executivo corporativo da indústria automotiva, tornou-se presidente da TVA em janeiro de 1988 e prometeu estabilizar a agência financeiramente. Durante seu mandato de quatro anos, ele trabalhou para reduzir as camadas de gestão e reduziu os custos indiretos em mais de 30%, o que exigiu que milhares de trabalhadores fossem demitidos e muitas operações transferidas para contratantes privados. Essas mudanças resultaram em economias cumulativas e melhorias de eficiência de US$ 1,8 bilhão (equivalente a US$ 3,51 bilhões em 2023).  O seu mandato também viu três dos cinco reatores nucleares da agência regressarem ao serviço, e a instituição de um congelamento de taxas que continuou durante dez anos.

### Início da década de 1990 até o final da década de 2010
À medida que a indústria de serviços públicos de eletricidade se movia em direção à reestruturação e desregulamentação, a TVA começou a se preparar para a competição. Ela cortou os custos operacionais em quase US$ 800 milhões por ano, reduziu sua força de trabalho em mais da metade, aumentou a capacidade de geração de suas usinas e desenvolveu um plano para atender às necessidades de energia do Vale do Tennessee até 2020.
Em 1992, o trabalho foi retomado na Unidade 1 de Watts Bar, e o reator começou a operar em maio de 1996. Este foi o último reator nuclear comercial nos Estados Unidos a começar a operar no século XX. Em 2002, a TVA começou a trabalhar para reiniciar a Unidade 1 de Browns Ferry, o último dos reatores da TVA que havia sido desativado em 1985. Esta unidade voltou ao serviço em 2007. Em 2004, a TVA implementou recomendações do Estudo de Operações de Reservatório (ROS) sobre como opera o sistema do Rio Tennessee. No ano seguinte, a empresa anunciou sua intenção de construir um Reator Avançado de Água Pressurizada em sua unidade de Bellefonte, no Alabama, apresentando os pedidos necessários em novembro de 2007. Esta proposta foi gradualmente reduzida ao longo dos anos seguintes e essencialmente anulada em 2016. Em outubro de 2007, a construção foi retomada na Unidade 2 de Watts Bar  que iniciou a operação comercial em outubro de 2016. A Unidade 2 de Watts Bar foi o primeiro novo reator nuclear a entrar em serviço nos Estados Unidos no século XXI. Em 2009, para obter mais acesso à energia sustentável e verde, a TVA assinou acordos de compra de energia de 20 anos com a CVP Renewable Energy Co., sediada em Maryland, e a Invenergy Wind LLC, sediada em Chicago, para eletricidade gerada por parques eólicos. Em abril de 2011, a TVA chegou a um acordo com a Agência de Proteção Ambiental (EPA), quatro governos estaduais e três grupos ambientais para reduzir drasticamente a poluição e as emissões de carbono. De acordo com os termos do acordo, a TVA foi obrigada a aposentar pelo menos 18 de suas 59 unidades movidas a carvão até o final de 2018 e instalar depuradores em várias outras ou convertê-las para torná-las mais limpas, a um custo de US$ 25 bilhões, até 2021. Como resultado, a TVA fechou várias de suas usinas de energia a carvão na década de 2010, convertendo algumas para gás natural. Estes incluem John Sevier em 2012, Shawnee Unidade 10 em 2014, Widows Creek em 2015, Colbert em 2016, Johnsonville e Paradise Unidades 1 e 2 em 2017, Allen em 2018 e Paradise Unidade 3 em 2020.

### História recente
Em 2018, a TVA abriu um novo centro de segurança cibernética em seu complexo de escritórios no centro de Chattanooga. Mais de 20 especialistas em tecnologia da informação monitoram e-mails, feeds do Twitter e atividades de rede em busca de ameaças à segurança cibernética e ameaças à segurança da rede. Na plataforma digital da TVA, dois bilhões de atividades ocorrem a cada dia. O centro conta com funcionários 24 horas por dia para detectar quaisquer ameaças às 16.000 milhas de linhas de transmissão da TVA.
Dada a pressão econômica contínua sobre a indústria do carvão, o conselho da TVA desafiou o presidente Donald Trump e votou em fevereiro de 2019 para fechar duas usinas de carvão envelhecidas, Paradise Unit 3 e Bull Run. O presidente-executivo da TVA, Bill Johnson, disse que a decisão não era sobre o carvão, em si, mas sim "sobre manter as taxas tão baixas quanto possível". Eles declararam que o descomissionamento das duas usinas reduziria sua produção de carbono em cerca de 4,4% ao ano. A TVA anunciou em abril de 2021 planos para eliminar completamente a energia a carvão até 2035. No mês seguinte, o conselho votou para considerar a substituição de quase todas as suas instalações de carvão em operação por usinas a gás de ciclo combinado. Essas usinas consideradas para o redesenvolvimento de usinas a gás incluem as instalações de Cumberland, Gallatin, Shawnee e Kingston.

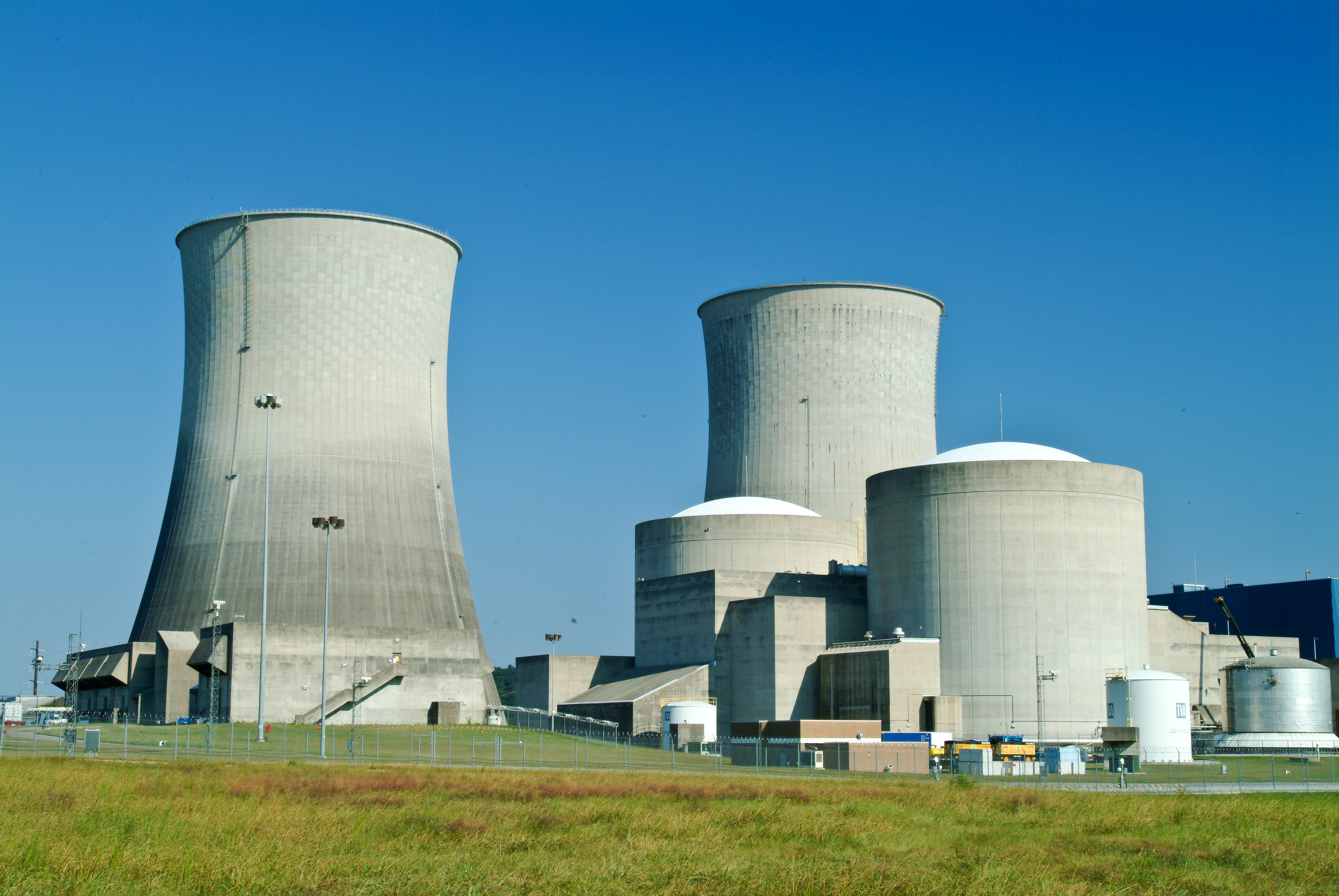
Usina Nuclear Watts Bar

No início de fevereiro de 2020, a TVA concedeu a uma empresa externa, a Framatome, vários contratos multimilionários para trabalho em toda a frota de reatores nucleares da empresa. Isso inclui combustível para a Usina Nuclear de Browns Ferry, atualizações de equipamentos de manuseio de combustível em toda a frota e substituições de geradores de vapor na Usina Nuclear de Watts Bar. A Framatome fornecerá seu combustível ATRIUM 11 de última geração para os três reatores de água fervente em Browns Ferry. Este contrato torna a TVA a terceira concessionária dos EUA a mudar para o projeto de combustível ATRIUM 11. Em 3 de agosto de 2020, o presidente Trump demitiu o presidente da TVA e outro membro do conselho, dizendo que eles eram pagos em excesso e terceirizaram 200 empregos de alta tecnologia. A mudança ocorreu depois que a US Tech Workers, uma organização sem fins lucrativos que trabalha para limitar os vistos concedidos a trabalhadores estrangeiros de tecnologia, criticou a TVA por demitir seus próprios trabalhadores e substituí-los por contratados que usam trabalhadores estrangeiros com vistos H-1B.
Citando sua aspiração de atingir emissões líquidas de carbono zero em 2050, o Conselho da TVA votou para aprovar uma abordagem avançada de tecnologia de energia nuclear com um investimento estimado de US$ 200 milhões, conhecido como Novo Programa Nuclear (NNP) em fevereiro de 2022. Isso promoveria a construção de novas instalações de energia nuclear, particularmente pequenos reatores modulares, com a primeira instalação sendo construída em parceria com o Oak Ridge National Laboratory no Clinch River Nuclear Site em Oak Ridge.  

## Operações

### Geração
A TVA fornece eletricidade para aproximadamente dez milhões de pessoas por meio de um portfólio diversificado que inclui geração nuclear, a carvão, a gás natural, hidrelétrica e renovável.
Com uma capacidade de geração de aproximadamente 35 gigawatts (GW), a TVA tem a sexta maior capacidade de geração dentre as empresa de serviços públicos nos Estados Unidos e a terceira maior capacidae de energia nuclear, com sete unidades. Além disso, eles também operam quatro usinas de energia a carvão, 29 usinas hidrelétricas, nove usinas de turbinas de combustão de gás natural de ciclo simples, nove usinas de gás de ciclo combinado, 1 usina hidrelétrica de armazenamento bombeado, 1 local de energia eólica e 14 locais de energia solar. No ano fiscal de 2020, a geração nuclear representou cerca de 41% da produção total de energia da TVA, gás natural 26%, carvão 14%, hidrelétrica 13% e eólica e solar 3%. A TVA compra cerca de 15% da energia que vende de outros produtores de energia, o que inclui energia de usinas de gás natural de ciclo combinado, usinas de carvão e instalações eólicas e outras energias renováveis. Além disso, a Usina Nuclear Watts Bar é a única instalação no país a produzir industrialmente trítio, que é usado pela Administração Nacional de Segurança Nuclear para armas nucleares, onde é usado para sobrecarregar e aumentar o rendimento explosivo do arsenal nuclear dos EUA.

### Transmissão
A TVA possui e opera sua própria rede elétrica, que consiste em aproximadamente 26.100 km de linhas, uma das maiores redes dos Estados Unidos. Esta rede faz parte da Interconexão Oriental da rede de transmissão de energia da América do Norte e está sob a jurisdição da SERC Reliability Corporation. Como a maioria das concessionárias norte-americanas, a TVA usa uma tensão máxima de transmissão de 500 quilovolts (kV), com linhas que transportam essa tensão usando condutores agrupados com três condutores por fase. A grande maioria das linhas de transmissão da TVA transportam 161 kV, com a empresa também operando uma série de linhas de subtransmissão com tensões de 69 kV e 46 kV. Eles também operam um pequeno número de linhas de 115 kV e 230 kV no Alabama e na Geórgia que se conectam às linhas da Southern Company da mesma tensão.

### Desenvolvimento
A TVA opera uma organização de desenvolvimento econômico que trabalha com empresas e agências de desenvolvimento econômico em todo o Vale do Tennessee para criar empregos por meio de investimentos privados. Eles também trabalham com empresas para ajudá-las a escolher locais para instalações e expandir instalações existentes. Os serviços fornecidos incluem assistência com seleção de local, recrutamento e treinamento de funcionários e pesquisa. Um total de sete locais em todo o Vale são certificados pela TVA como megasites, que contêm um mínimo de 4,0 km², e têm acesso a uma rodovia interestadual e potencial para serviço ferroviário e estudo de impacto ambiental, e contêm ou têm potencial para conter clientes industriais de atendimento direto.